# Музыка Эсватини

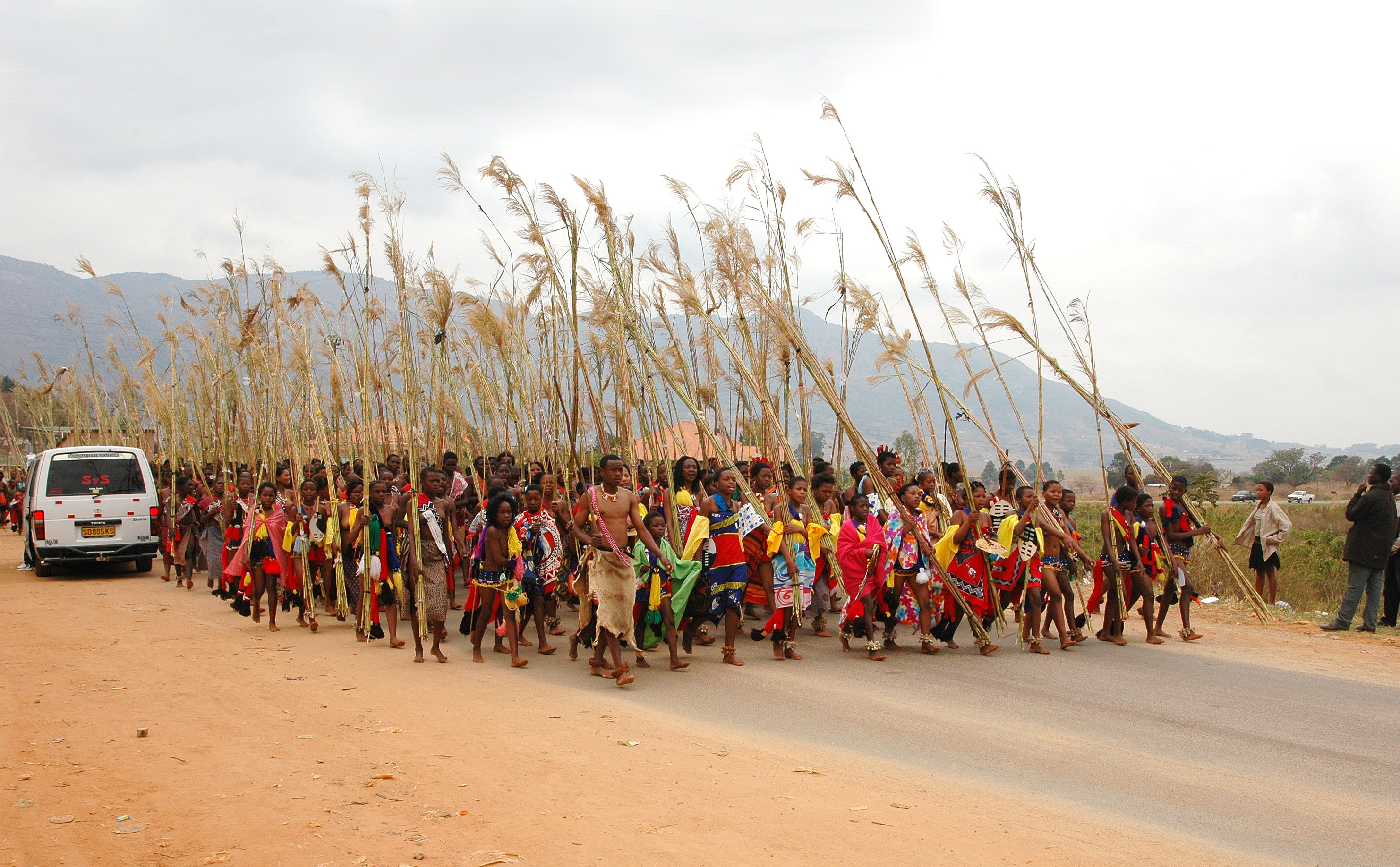
Церемония Умхланга, где десятки тысяч свазилендских девственниц танцуют перед королём. Мбабане, 2006 год.

В государстве Эсватини, расположенном между Южно-Африканской Республикой и Мозамбиком, доминирует этнически народ свази. Музыка в Эсватини известна по целому ряду исполнителей на народных инструментах, а также известен современный рок, поп и хип-хоп.
В Эсватини проходят две крупнейшие церемонии — Инквала, которая проходит в декабре, и Умхланга, проходящая в августе. Умхланга — ежегодно проходящая церемония, где король Эсватини Мсвати III выбирает себе невесту из танцующих девственниц. Церемония обычно длится 5 дней. Существует также музыка для сбора урожая, свадеб и других мероприятий. Традиционные инструменты включают рог куду, калабас, погремушки и тростниковые флейты.
Начиная с 1990-х годов, Эсватини стала принимающей страной развивающейся в Африке хип-хоп сцены. Многие хип-хоп исполнители выступают в соседней ЮАР за неимением возможности выступать на родине.